# دونگا سلاتینا (لسکوواتس)
دونگا سلاتینا (به صربی: Donja Slatina) یک منطقهٔ مسکونی در صربستان است که در لسکواس واقع شده‌است. دونگا سلاتینا ۳۰۰ نفر جمعیت دارد.